# AK Plaza
AK Plaza is een Zuid-Koreaanse warenhuisdivisie die eigendom is van Aekyung Industrial Co. Ltd.

## Geschiedenis
Hyung-suk Chah begon in maart 1991 met de bouw van het eerste warenhuis in het district Guro van Seoell. De winkel werd op 10 september 1993 geopend als het Aekyung Department Store.  De winkel had vijf kelderverdiepingen en zeven bovengrondse verdiepingen, met een totale kostprijs van 120 miljard won (120 miljoen dollar).  Het succes van de Guro-winkel zou de basis worden voor het openen van andere vestigingen.
In juli 2000 werd Aekyung Group gekozen om een winkel te openen op Incheon International Airport nadat Hotel Shilla zijn onderaannemersrechten had opgegeven. De winkel werd op 29 maart 2001 geopend als de 'AK Duty Free'. Het was de eerste belastingvrije winkel van AK. De Aekyung Group opende op 14 februari 2003 een Aekyung Department Store-vestiging in Suwon. De winkel had een kelderverdieping en zes bovengrondse verdiepingen. Het was destijds de grootste civiele constructie in Zuid-Korea.
In maart 2007 nam de Aekyung Group voor ₩ 470 miljard ($ 461.596.000) aan detailhandelsactiviteiten over van Samsung C&amp;T Corporation, waaronder Samsung Plaza, het eerste warenhuis in Bundang-gu dat op 1 november 1997 was geopend.
Op 3 februari 2009 kondigde de Aekyung Group aan dat de handelsnaam zou wijzigen in AK Plaza. De naam en het logo van Aekyung Department Store, Samsung Plaza en de webwinkel werden op 2 maart gewijzigd in AK Plaza.
Het filiaal in Pyeongtaek werd op 24 april 2009 geopend als vierde winkel. Het Wonju-filiaal werd geopend op 6 maart 2012, met vijf kelderverdiepingen en zeven bovengrondse verdiepingen.

## Vestigingen
- Guro Main, grenzend aan het Guro Station in Guro-gu, Seoul
- Suwon, deelt een gebouw met het Suwon Station in Paldal-gu, Suwon, Gyeonggi-do
- Bundang, (voorheen Samsung Plaza), boven het Seohyeon Station in Bundang-gu, Seongnam, Gyeonggi-do
- Pyeongtaek, grenzend aan het Pyeongtaek Station in Pyeongtaek, Gyeonggi-do
- Wonju, in Wonju, Gangwon-do